# Trịnh Thu Vinh
Trịnh Thu Vinh (sinh ngày 21 tháng 9 năm 2000) là một vận động viên bắn súng.

## Sự nghiệp
Thu Vinh bắt đầu sự nghiệp thể thao vào năm 2014 tại đội điền kinh Công an nhân dân, tập các cự li trung bình. Sau 3 năm tập chạy, cô từ bỏ môn thể thao này vì không đạt được thành tích nào và theo lời khuyên của các huấn luyện viên, cô chuyển sang môn bắn súng. Một năm sau, Thu Vinh thể hiện tiềm năng của mình tiềm với 2 huy chương vàng (cá nhân, đồng đội) và lập kỷ lục trẻ quốc gia ở nội dung 10 m súng ngắn hơi nữ tại Giải súng hơi thanh thiếu niên quốc gia Việt Nam 2018.
Tại Đại hội Thể thao Đông Nam Á 2021 diễn ra tại Việt Nam, Thu Vinh giành một huy chương bạc nội dung 10 m súng ngắn hơi đồng đội nữ và một huy chương đồng nội dung 10 m súng ngắn hơi cá nhân nữ. Cô tham dự Đại hội Thể thao châu Á 2022 và đứng thứ 6 nội dung 10 m súng ngắn hơi nữ.
Năm 2023, Thu Vinh giành quyền tham dự Thế vận hội Mùa hè 2024 sau khi đạt hạng 5 nội dung 10 m súng ngắn hơi cá nhân nữ tại Giải vô địch bắn súng thế giới 2023, và được thi đấu ở hai nội dung 10 m súng ngắn hơi và 25 m súng ngắn. Trong lần đầu tham dự Olympic, cô xếp hạng tư nội dung 10 m súng ngắn hơi nữ và bỏ lỡ cơ hội giành huy chương, sau đó giành hạng bảy nội dung 25 m súng ngắn nữ.